# Volter af Petersén
Volter af Petersén, född 23 oktober 1774 i Dalsbruk, död där 13 december 1841, var en finländsk bruksägare. 
Efter studier vid Kungliga Akademien i Åbo tjänstgjorde af Petersén i Åbo hovrätt 1793–1797. Han blev genom arv 1797 innehavare av Dalsbruk och Björkboda bruk i Dragsfjärd, vilka han väsentligt utvidgade och förnyade. Merparten av årsproduktionen vid hans järnbruk exporterades till utlandet. Han bedrev även ett omfattande jordbruk och tillhörde Finska hushållningssällskapets stiftare. Han skapade sig en stor förmögenhet, och hans hem blev ett centrum för sällskapslivet i trakten. Dottersonen Anders Ramsay har i memoarverket Från barnaår till silverhår beskrivit af Peterséns familj och hem på Björkboda. Han adlades 1810 och erhöll samma år bergsråds titel.